# Moral Courage
Moral Courage è un film muto del 1917 diretto da Romaine Fielding.

## Produzione
Il film fu prodotto dalla Peerless Productions.

## Distribuzione
Il copyright del film, richiesto dalla World Film Corp., fu registrato il 3 maggio 1917 con il numero LU10722.
Distribuito dalla World Film e presentato da William A. Brady, il film uscì nelle sale cinematografiche statunitensi il 14 maggio 1917.